# Tureczki Wyżne
Tureczki Wyżne (ukr. Верхній Турів) – wieś na Ukrainie, w obwodzie lwowskim, w rejonie samborskim (wcześniej w rejonie turczańskim). Liczy około 485 mieszkańców.
W czasach I Rzeczypospolitej wieś należała do ekonomii samborskiej
W 1921 liczyła około 465 mieszkańców. Przed II wojną światową w granicach Polski, wchodziła w skład powiatu turczańskiego.

## Ważniejsze obiekty
- Cerkiew greckokatolicka